# Иван Димитров (генерал)
Вижте пояснителната страница за други личности с името Иван Димитров.
Иван Викторов Димитров е български лекар, генерал-майор, член-кореспондент на БАН, народен деятел на науката (1982).

## Биография
Роден е на 28 януари 1916 г. в Пазарджик. През 1942 г. завършва медицина в София. Започва работа като участъков лекар в пазарджишкото село Бяга. Там остава 2 години. Взема участие във войната срещу Германия. От 1945 г. е ординатор в урологичното отделение на Общовойсковата болница в София. Там се учи от пионера на българската урология д-р Таню Танев. Защитава кандидатска дисертация. През 1959 г. застава начело на урологичното отделение, а през 1962 г. то е преобразувано в Клиника по урология към Военномедицинска академия. Димитров остава на поста директор на клиниката до смъртта си. От 1963 г. е доцент, а от 1969 г. и професор и генерал-майор от медицинската служба към армията. През 1972 г. става председател на Българското урологично дружество. От 1973 до 1983 г. е първи заместник-началник по лечебната част на ВММИ. През 1977 г. става член-кореспондент на БАН. Освен това е редовен член на Световното дружество по урология и Европейската асоциация по урология. Написва над 250 монографии, статии и доклади. С указ № 785 от 6 април 1973 г. е обявен за герой на социалистическия труд.
Умира на 25 август 1983 г. в София от урологично заболяване. Носител на орден „Народна република България“ I ст. (1981), орден „Народна свобода 1941 – 1944 г.“, орден „9 септември 1944 г.“, „Георги Димитров“ (1973, 1976). Носител на званието „Заслужил деятел на науката“ (1972), народен деятел на науката (1982).